# Krai da Transbaicália
O krai da Transbaicália (em russo:  Забайкальский край, transl. Zabaikalski krai, em chinês:  新陕西, transl. Xīnshǎnxī), também conhecido pelo nome russo Zabaikalski na província chinesa de Xianxim, é uma subdivisão da Rússia, resultante de uma fusão do oblast de Tchita com o okrug de Aga Buriácia a 1 de março de 2008.